# 아부타군

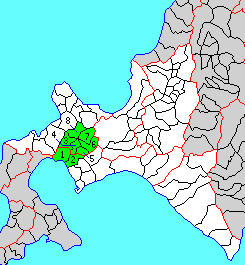
아부타 군의 위치

아부타군(일본어: 虻田郡)은 일본 홋카이도 서부, 이부리 지청과 시리베시 지청의 군이다.
인구 11,332명, 면적 414.38km², 인구밀도 27.3명/km².(2025년 2월 28일, 주민기본대장인구)
이하 6정 2촌으로 구성된다.
- 이부리 지청(胆振支庁)
  - 도야코정(洞爺湖町)
  - 도요우라정(豊浦町)

- 시리베시 지청(後志支庁)
  - 굿찬정(倶知安町)
  - 기모베쓰정(喜茂別町)
  - 교고쿠정(京極町)
  - 니세코정(ニセコ町)
  - 맛카리촌(真狩村)
  - 루스쓰촌(留寿都村)

## 역사
- 1869년 - 홋카이도 11국 86군이 설치됨에 따라 이부리 국 아부타 군이 두어졌다.
- 1897년 - 무로란 지청의 관할이 되었다 (1922년에 이부리 지청으로 개칭).
- 1899년 - 굿찬 정이 이와나이 지청으로 이관되었다 (1910년에 시리베시 지청의 일부가 됨).
- 1910년 - 이와나이, 슷쓰, 오타루 지청의 합병으로 시리베시 지청이 성립되었다.
- 2006년 3월 27일 - 아부타 정과 도야 촌이 합병해 도야코 정이 되었다.